# František Halas
František Halas   (Brno, 3 d'octubre de 1901 - Praga, 27 d'octubre de 1949) va ser un poeta, assatgista i traductor txec del segle xx.